# Teodor Wikerhauser
Teodor Wikerhauser (Zemun, 1922 - 2018) je hrvatski veterinar i akademik.
Redoviti je član Hrvatske akademije znanosti i umjetnosti.